# Фінал Ліги Європи УЄФА 2021
Фінал Ліги Європи УЄФА 2021 — 50-й фінал Кубка УЄФА та 12-й у зміненому форматі. Відбувся 26 травня 2021 року в Гданську (Польща) на стадіоні «Енерга».
Спочатку матч було заплановано провести на стадіоні Рамон Санчес Пісхуан в Севільї, Іспанія. Однак через відстрочку та перенесення фіналу 2020 року до Кельна, остаточним господарем був визнаний Гданськ, який мав приймати фінал торішнього турніру, але цього не сталось через пандемію COVID-19.

## Місце проведення
Стадіон «Енерга» знаходиться у Гданську. Стадіон є домашнею ареною місцевої «Лехії». Стадіон вміщує 44 тисяч глядачів.
До грудня 2009 року стадіон мав робочу назву "Baltic Arena", поки компанія "PGE Group" не придбала за 35 млн злотих право на назву арени на найближчі 5 років. Проте ця вивіска під час проведення Євро-2012 була знята, оскільки назви стадіонів, які були продані комерційним партнерам, під час самого турніру були відмінені.
Стадіон приймав чотири матчі чемпіонату Європи з футболу 2012.

## Передмова
| Команда           | Попередні виступи (жирним шрифтом виділені перемоги) |
| ----------------- | ---------------------------------------------------- |
| Вільярреал        | дебют                                                |
| Манчестер Юнайтед | 1 (2017)                                             |

## Шлях до фіналу
примітка: У всіх результатах, поданих нижче, голи фіналістів подаються першими (H: вдома; A: в гостях; N: нейтральне).
| Команда             | І | В | Н | П | ЗМ | ПМ | РМ  | О  |
| ------------------- | - | - | - | - | -- | -- | --- | -- |
| Вільярреал          | 6 | 5 | 1 | 0 | 17 | 5  | +12 | 16 |
| Маккабі (Тель-Авів) | 6 | 3 | 2 | 1 | 6  | 7  | −1  | 11 |
| Сівасспор           | 6 | 2 | 0 | 4 | 9  | 11 | −2  | 6  |
| Карабах             | 6 | 0 | 1 | 5 | 4  | 13 | −9  | 1  |

| Команда             | І | В | Н | П | ЗМ | ПМ | РМ  | О  |
| ------------------- | - | - | - | - | -- | -- | --- | -- |
| Парі Сен-Жермен     | 6 | 4 | 0 | 2 | 13 | 6  | +7  | 12 |
| РБ Лейпциг          | 5 | 3 | 0 | 2 | 11 | 12 | −1  | 9  |
| Манчестер Юнайтед   | 6 | 3 | 0 | 3 | 15 | 10 | +5  | 9  |
| Істанбул Башакшехір | 6 | 1 | 0 | 5 | 7  | 18 | −11 | 3  |

## Матч
| 26 травня 2021 22:00 (21:00 CEST) |

| Вільярреал | 1–1 (дч) | Манчестер Юнайтед                                                                                         |
| --- | -------- | --- |
| - Жерар Морено 29' | Протокол | - Кавані 55'                                                                                              |
| | Пенальті | |
| - Жерар Морено - Раба - Алькасер - Альберто Морено - Парехо - Гомес - Альбіоль - Коклен - Пау Торрес - Гаспар - Рульї | 11–10    | - Мата - Теллес - Бруну Фернандеш - Рашфорд - Кавані - Фред - Джеймс - Шоу - Туанзебе - Лінделеф - де Хеа |

| Енерга, Гданськ Глядачів: 9,412 Арбітр: Клеман Тюрпен (Франція) |

| Вільярреал | Манчестер Юнайтед |

| ВР         | 13 | Херонімо Рульї     |     |        |
| ЗХ         | 8  | Хуан Фойт          | 84' | 88'    |
| ЗХ         | 3  | Рауль Альбіоль ()  |     |        |
| ЗХ         | 4  | Пау Торрес         |     |        |
| ЗХ         | 24 | Альфонсо Педраса   |     | 88'    |
| ПЗ         | 5  | Дані Парехо        |     |        |
| ПЗ         | 25 | Етьєн Капу         | 54' | 120+3' |
| ПЗ         | 14 | Ману Трігерос      |     | 77'    |
| НП         | 7  | Жерар Морено       |     |        |
| НП         | 9  | Карлос Бакка       |     | 60'    |
| НП         | 30 | Єремі Піно         |     | 77'    |
| Заміни:    |    |                    |     |        |
| ВР         | 1  | Серхіо Асенхо      |     |        |
| ЗХ         | 2  | Маріо Гаспар       |     | 88'    |
| ЗХ         | 6  | Раміро Фунес Морі  |     |        |
| ЗХ         | 15 | Первіс Еступіньян  |     |        |
| ЗХ         | 18 | Альберто Морено    |     | 88'    |
| ЗХ         | 20 | Рубен Пенья        |     |        |
| ЗХ         | 21 | Хауме Коста        |     |        |
| ПЗ         | 12 | Дані Раба          |     | 120+3' |
| ПЗ         | 19 | Франсіс Коклен     |     | 60'    |
| ПЗ         | 23 | Мої Гомес          |     | 77'    |
| НП         | 17 | Франсіско Алькасер |     | 77'    |
| НП         | 34 | Фернандо Ніньйо    |     |        |
| Тренер:    |    |                    |     |        |
| Унаї Емері |    |                    |     |        |

| ВР                 | 1  | Давід де Хеа       |      |        |
| ЗХ                 | 29 | Аарон Ван-Біссака  |      | 120+3' |
| ЗХ                 | 2  | Віктор Лінделеф    |      |        |
| ЗХ                 | 3  | Ерік Байї          | 82'  | 116'   |
| ЗХ                 | 23 | Люк Шоу            |      |        |
| ПЗ                 | 6  | Поль Погба         |      | 116'   |
| ПЗ                 | 39 | Скотт Мактоміней   |      | 120+3' |
| НП                 | 11 | Мейсон Грінвуд     |      | 100'   |
| ПЗ                 | 18 | Бруну Фернандеш () |      |        |
| НП                 | 10 | Маркус Рашфорд     |      |        |
| НП                 | 7  | Едінсон Кавані     | 113' |        |
| Заміни:            |    |                    |      |        |
| ВР                 | 13 | Лі Грант           |      |        |
| ВР                 | 26 | Дін Гендерсон      |      |        |
| ЗХ                 | 5  | Гаррі Магвайр      |      |        |
| ЗХ                 | 27 | Алекс Теллес       |      | 120+3' |
| ЗХ                 | 33 | Брендон Вільямс    |      |        |
| ЗХ                 | 38 | Аксель Туанзебе    |      | 116'   |
| ПЗ                 | 8  | Хуан Мата          |      | 120+3' |
| ПЗ                 | 17 | Фред               |      | 100'   |
| ПЗ                 | 19 | Амад Діалло        |      |        |
| ПЗ                 | 21 | Деніел Джеймс      |      | 116'   |
| ПЗ                 | 31 | Неманья Матич      |      |        |
| ПЗ                 | 34 | Донні ван де Бек   |      |        |
| Тренер:            |    |                    |      |        |
| Уле Гуннар Сульшер |    |                    |      |        |

| Гравець матчу: Етьєн Капу (Вільярреал) Помічники арбітра: Ніколас Данос (Франція) Сиріль Грінгор (Франція) Четвертий арбітр: Славко Винчич (Словенія) Відеоасистент: Франсуа Летексьє (Франція) Асистенти відеоасистента: Жером Брізар (Франція) Бенджамін Паже (Франція) Пол ван Букел (Нідерланди) | Регламент - 90 хвилин. - 30 хвилин додаткового часу за необхідності. - Серія пенальті за необхідності. - По дванадцять запасних гравців. - Максимум п'ять замін гравців від кожної команди посеред матчу та шоста в разі додаткового часу |